# Masbourg
Masbourg [masbuːʁ] (en wallon Masbor) est une section de la commune belge de Nassogne située en Région wallonne dans la province de Luxembourg.
C'était une commune à part entière avant la fusion des communes de 1977.

## Étymologie
Le nom de Masbourg pourrait trouver son origine dans le vieux nom masbûr signifiant maison.
Aussi, Masbourg pourrait être décomposé en mas et burg. Le premier terme Mas ou Maso serait le nom d'un personnage qu'on retrouve dans des inscriptions latines (E. Tandel, Les communes Luxembourgeoises, Arlon, 1893). Carnoy (A. Carnoy, Dictionnaire étymologique du nom des communes de Belgique) croit que burg viendrait de bûr = maison et non pas château. Masbourg pourrait donc signifier la maison de Maso.

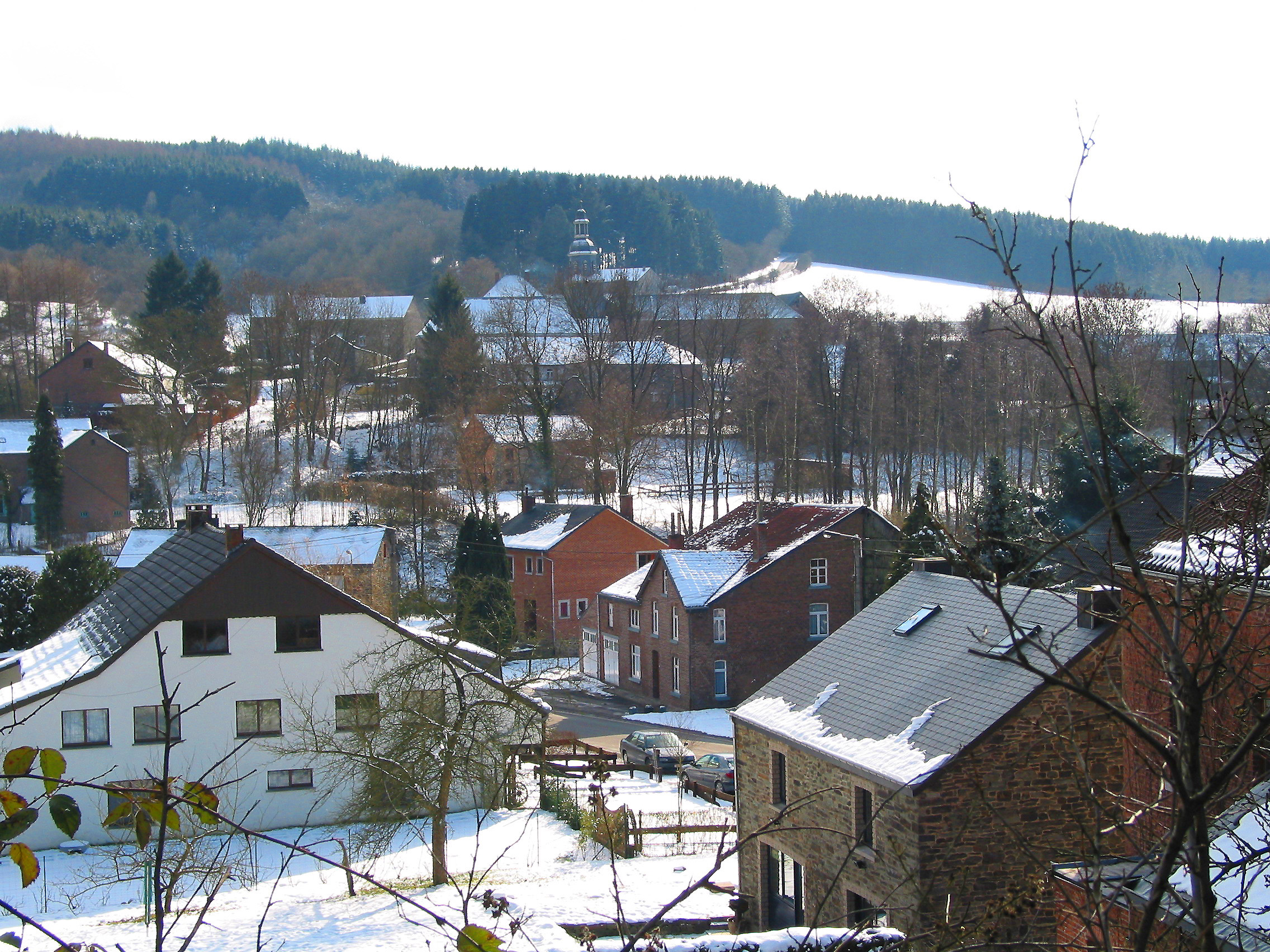
Le village sous la neige.

D'autres auteurs pensent que mas ou mans aurait le sens de maison et bur ou bour (celtique) celui de fontaine, source; d'où habitation à la source.
La Masblette (rivière qui n'arrose que le seul village de Masbourg), serait un hydronyme de la période gallo-romaine. Mas ou Maso se retrouve dans ce nom.
J. Haust croit que Masblette serait une altération de Masbrette, diminutif de l'ancien nom de cette rivière Masbra, lequel est conservé dans Masbor.

## Démographie
- Source : INS recensements population.
- 1866 : scission de Grupont en 1858.

## Histoire

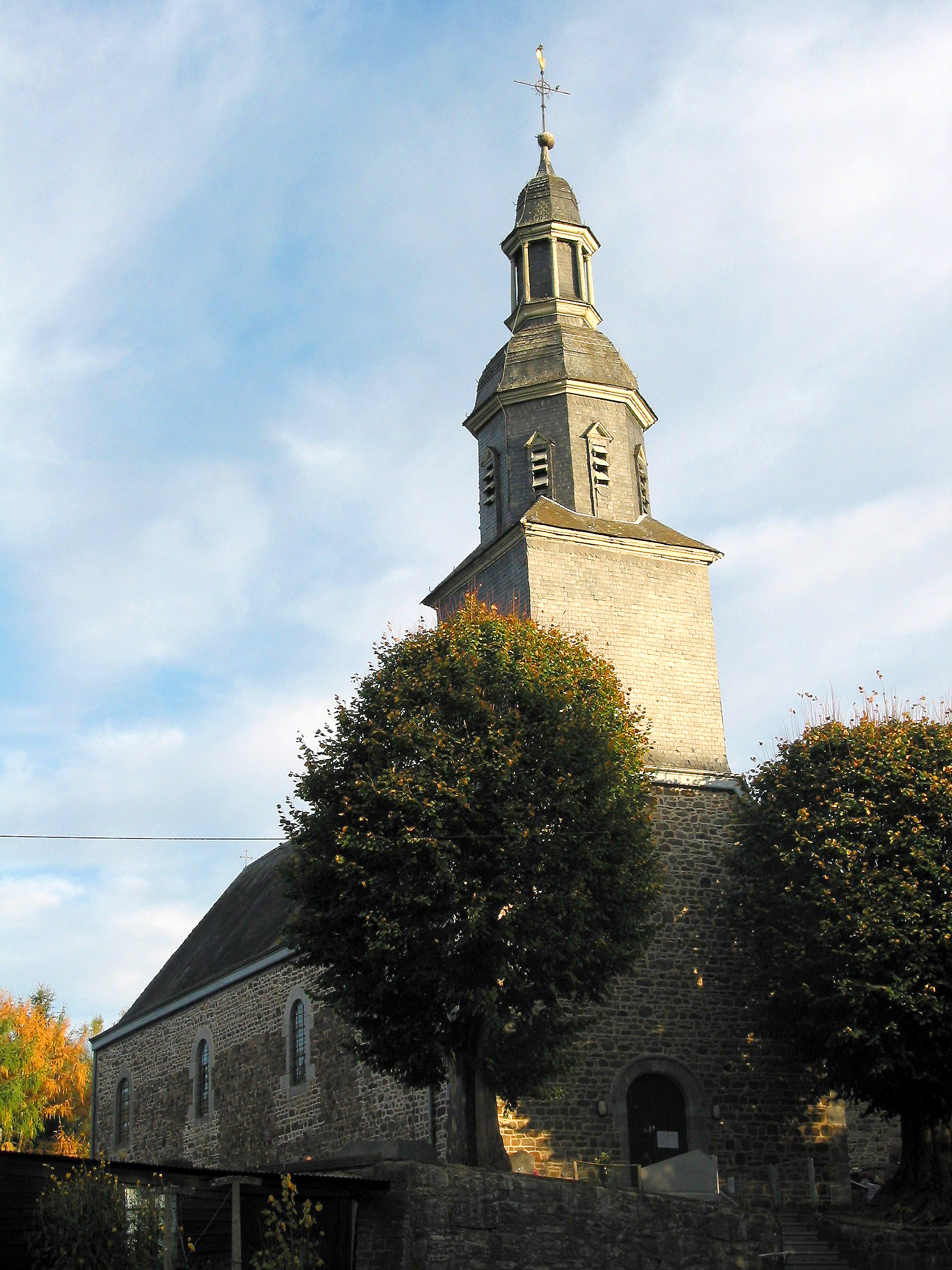
L'église St-Ambroise (1711).

Commune du département de Sambre-et-Meuse, elle fut transférée à la province de Luxembourg après 1839.
En 1823, fusionne avec Grupont, qui deviendra une commune autonome en 1858.

## Héraldique
Blasonnement : D'azur au chef d'argent chargé de trois merlettes de sable, rangée en fasce.